# Jan Arnoldus Schouten
Jan Arnoldus Schouten (28 août 1883 - 20 janvier 1971) est un mathématicien néerlandais et professeur à l'Université de technologie de Delft. Il est un contributeur important au développement du calcul tensoriel et du calcul de Ricci, et est l'un des fondateurs du Mathematisch Centrum à Amsterdam.

## Biographie
Schouten est né à Nieuwer-Amstel dans une famille d'éminents magnats de la navigation. Il fréquente une Hogere Burger School, et plus tard, il prend des études en génie électrique à l'École polytechnique de Delft. Après avoir obtenu son diplôme en 1908, il travaille pour Siemens à Berlin et pour un service public à Rotterdam avant de retourner étudier les mathématiques à Delft en 1912. Au cours de ses études, il est fasciné par la puissance et les subtilités de l'analyse vectorielle. Après une courte période dans l'industrie, il retourne à Delft pour étudier les mathématiques, où il obtient son doctorat en 1914 sous la direction de Jacob Cardinaal avec une thèse intitulée Grundlagen der Vektor- und Affinoranalysis.
Schouten est un administrateur universitaire efficace et un dirigeant de sociétés mathématiques. Au cours de son mandat de professeur et de directeur d'institut, il est impliqué dans diverses controverses avec le topologue et mathématicien intuitionniste Luitzen Egbertus Jan Brouwer. Il est un investisseur avisé ainsi qu'un mathématicien et gère avec succès le budget de l'institut et de la société mathématique néerlandaise. Il accueille le Congrès international des mathématiciens à Amsterdam au début de 1954 et prononce le discours d'ouverture. Schouten est l'un des fondateurs du Mathematisch Centrum à Amsterdam.
Il a comme doctorants Johanna Manders (1919), Dirk Jan Struik (1922), Johannes Haantjes (1933), Wouter van der Kulk (1945) et Albert Nijenhuis (en) (1952).
En 1933, Schouten devient membre de l'Académie royale néerlandaise des arts et des sciences.
Schouten meurt en 1971 à Epe. Son fils Jan Frederik Schouten (1910-1980) est professeur à l'Université de technologie d'Eindhoven de 1958 à 1978.

## Travaux

### Grundlagen der Vektor- und Affinoranalysis
La thèse de Schouten applique son «analyse directe», calquée sur l'analyse vectorielle de Willard Gibbs et Oliver Heaviside, à des entités de type tenseur d'ordre supérieur qu'il appelle affineurs. Le sous-ensemble symétrique d'affineurs sont des tenseurs au sens des physiciens de Woldemar Voigt.
Des entités telles que les axiators, les perversors et les deviators apparaissent dans cette analyse. Tout comme l'analyse vectorielle a des produits scalaires et des produits croisés, l'analyse d'affinor a différents types de produits pour les tenseurs de différents niveaux. Cependant, au lieu de deux types de symboles de multiplication, Schouten en a au moins vingt. 

### Connexion Levi-Civita
En 1906, Luitzen Egbertus Jan Brouwer est le premier mathématicien à considérer le transport parallèle d'un vecteur pour le cas d'un espace à courbure constante. En 1917, Tullio Levi-Civita signale son importance pour le cas d'une hypersurface immergée dans un espace euclidien, c'est-à-dire pour le cas d'une variété riemannienne immergée dans un espace ambiant "plus grand". En 1918, indépendamment de Levi-Civita, Schouten obtient des résultats analogues. La même année, Hermann Weyl généralise les résultats de Levi-Civita. La dérivation de Schouten est généralisée à plusieurs dimensions plutôt qu'à deux, et les preuves de Schouten sont complètement intrinsèques plutôt qu'extrinsèques, contrairement à celles de Tullio Levi-Civita. Malgré cela, puisque l'article de Schouten est paru près d'un an après celui de Levi-Civita, ce dernier en obtient le mérite. Schouten n'était pas au courant du travail de Levi-Civita en raison de la mauvaise distribution et communication du journal pendant la Première Guerre mondiale. Schouten s'engage dans un conflit de priorité perdant avec Levi-Civita. Le collègue de Schouten, Luitzen Egbertus Jan Brouwer, prend parti contre Schouten. Une fois que Schouten prend connaissance du travail de Ricci et Levi-Civita, il adopte leur notation plus simple et plus largement acceptée. Schouten développe également ce qui est maintenant connu sous le nom de collecteur Kähler deux ans avant Erich Kähler. 

### Travaux de Schouten
Le nom de Schouten apparaît dans diverses entités et théorèmes mathématiques, tels que le tenseur de Schouten, le crochet de Schouten et le théorème de Weyl-Schouten.
Il écrit Der Ricci-Kalkül en 1922 dans le domaine de l'analyse tensorielle.
En 1931, il rédige un traité sur les tenseurs et la Géométrie différentielle. Le deuxième volume, sur les applications à la géométrie différentielle, est rédigé par son étudiant Dirk Jan Struik.
Schouten collabore avec Élie Cartan sur deux articles ainsi qu'avec de nombreux autres mathématiciens éminents tels que Kentaro Yano (avec qui il co-écrit trois articles). Grâce à son étudiant et co-auteur Dirk Struik, son travail influence de nombreux mathématiciens aux États-Unis.
Dans les années 1950, Schouten réécrit complètement et met à jour la version allemande de Ricci-Kalkül qui est traduit en anglais sous le nom de Ricci Calculus. Cela couvre tout ce que Schouten considérait comme précieux dans l'analyse tensorielle. Cela comprend des travaux sur les groupes de Lie et d'autres sujets et qui ont été beaucoup développés depuis la première édition.
Plus tard, Schouten écrit Tensor Analysis for Physicists pour tenter de présenter les subtilités de divers aspects du calcul tensoriel pour les physiciens enclins aux mathématiques. Il comprend le calcul matriciel de Paul Dirac. Il utilise encore une partie de sa terminologie d'affineur antérieure.
Schouten, comme Weyl et Cartan, est stimulé par la théorie de la relativité générale d'Albert Einstein. Il co-écrit un article avec Alexandre Friedmann de Petersbourg et un autre avec Václav Hlavatý. Il interagit avec Oswald Veblen de l'Université de Princeton et correspond avec Wolfgang Pauli sur l'espace de spin.

## Publications
- Grundlagen der Vektor- und Affinoranalysis, Leipzig : Teubner, 1914.
- Sur la détermination des lois principales de l'astronomie statistique, Amsterdam: Kirchner, 1918.
- Der Ricci-Kalkül, Berlin : Julius Springer, 1924[2].
- Einführung in die neueren Methoden der Differentialgeometrie, 2 vol., Gröningen : Noordhoff, 1935–8[3].
- Ricci Calculus 2d edition complètement revue et augmentée, New York : Springer-Verlag, 1954[4].
- Avec W. Van der Kulk, Le problème de Pfaff et ses généralisations, Clarendon Press, 1949[5] ; 2e édition, New York : Chelsea Publishing Co., 1969.
- Tensor Analysis for Physicists 2d edn., New York: Dover Publications, 1989.